# Autopia
Autopia, Tomorrowland Speedway of Grand Circuit Raceway is een rondrit in de attractieparken Disneyland Park (Anaheim), Magic Kingdom, Disneyland Park (Parijs) en voorheen ook in Tokyo Disneyland en Hong Kong Disneyland. De attractie bestaat uit vier rijstroken met daarop een rail. Aan de rail zijn voertuigen in de vorm van personenauto's gemonteerd. Bezoekers nemen plaats in de voertuigen en leggen al rijdend het traject af. Er kan tijdens de rit binnen een bepaalde marge gestuurd kan worden en de bezoeker kan tot een bepaalde hoogte zelf de snelheid kan bepalen.
De naam Autopia is een samentrekking van automobile utopia.

## Geschiedenis

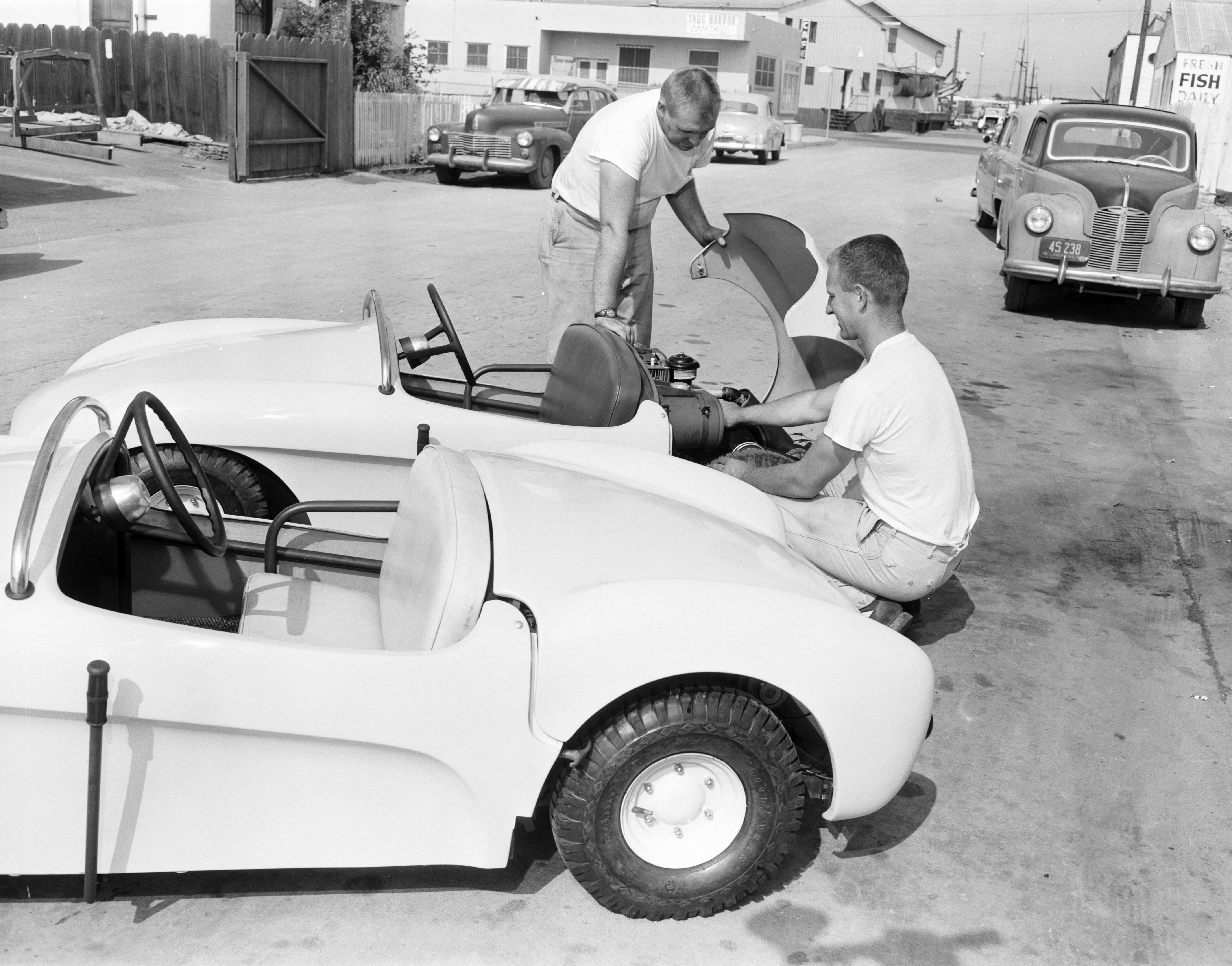
Testen van de voertuigen; 1955

De attractie is een van de Disney-attracties die tegelijk met de rest van het park in 1955 geopend werd. De attractie presenteert de toekomst van het snelwegen net vanuit het perspectief in de jaren 50. Lange wegvakken waar meerdere voertuigen naast elkaar konden rijden. De naam van de attractie verwijst hier ook naar. Autopia is een samentrekking van automobile utopia.Rond de opening van Disneyland werd door de Amerikaanse president Dwight D. Eisenhower de wet omtrent Interstate highways ondertekend. Walt Disney zijn liefde voor verkeer en transport heeft meegespeeld bij de bouw van deze attractie.

## Locaties

### Disneyland Park (Anaheim)
Tegelijk met de rest van het park opende Autopia in 1955 in het themagebied Tomorrowland. De attractie werd gebouwd door Arrow Development. De attractie bestaat uit vier verschillende parcours. De rijbanen kruisen elkaar ongelijkvloers. In de loop der jaren heeft Autopia diverse renovatie doorstaan, waarbij het een en ander gewijzigd aan aan de originele attractie.

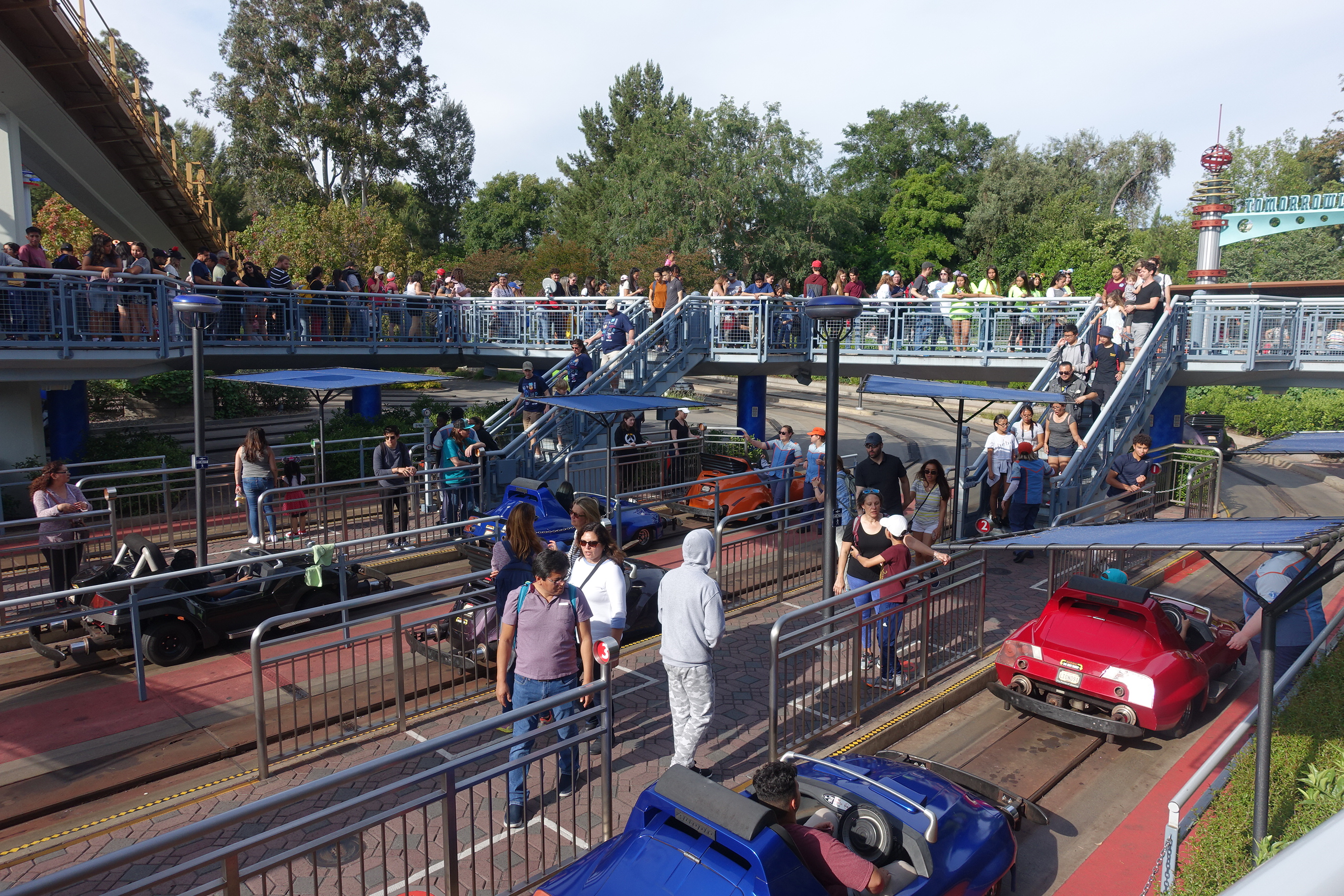
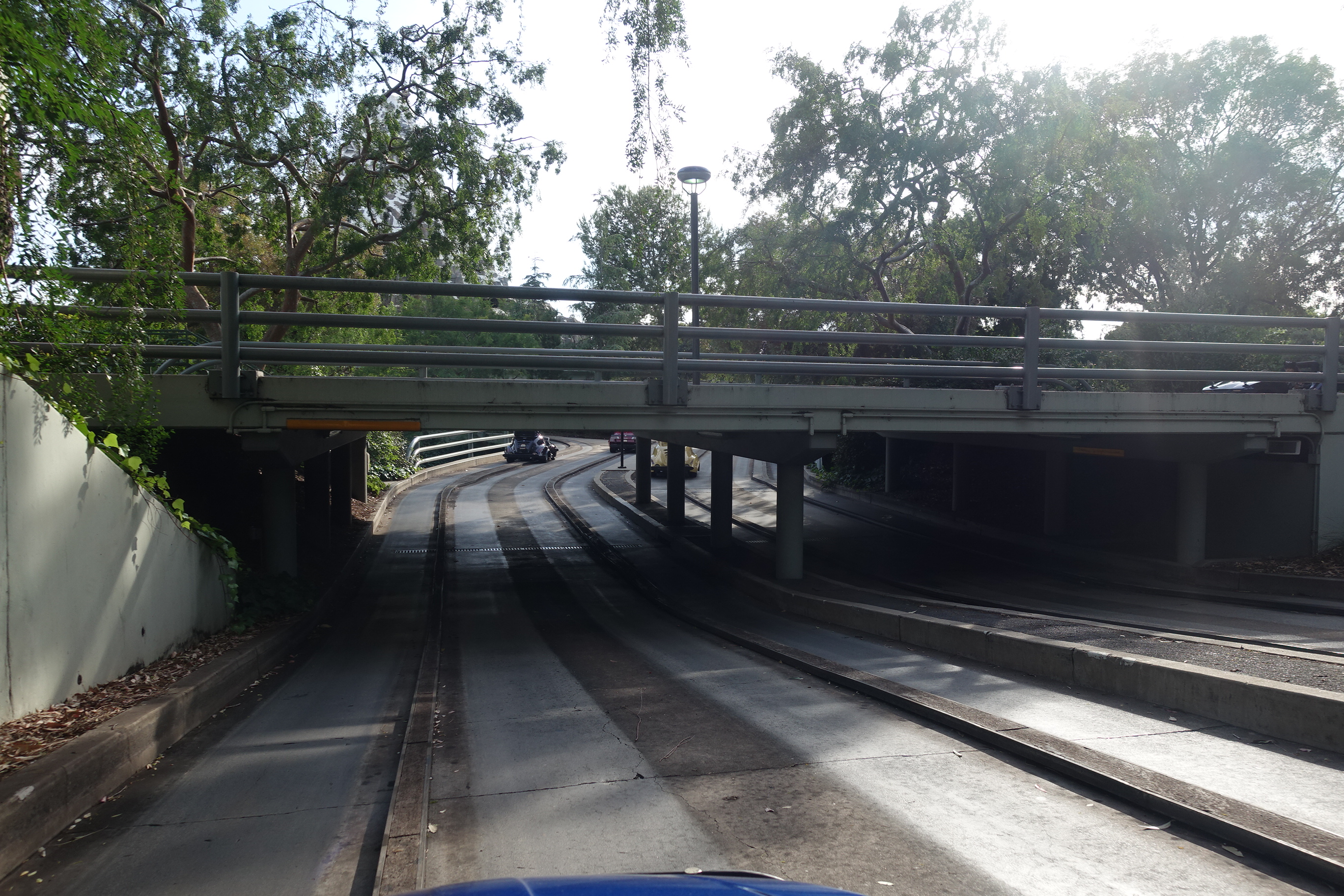
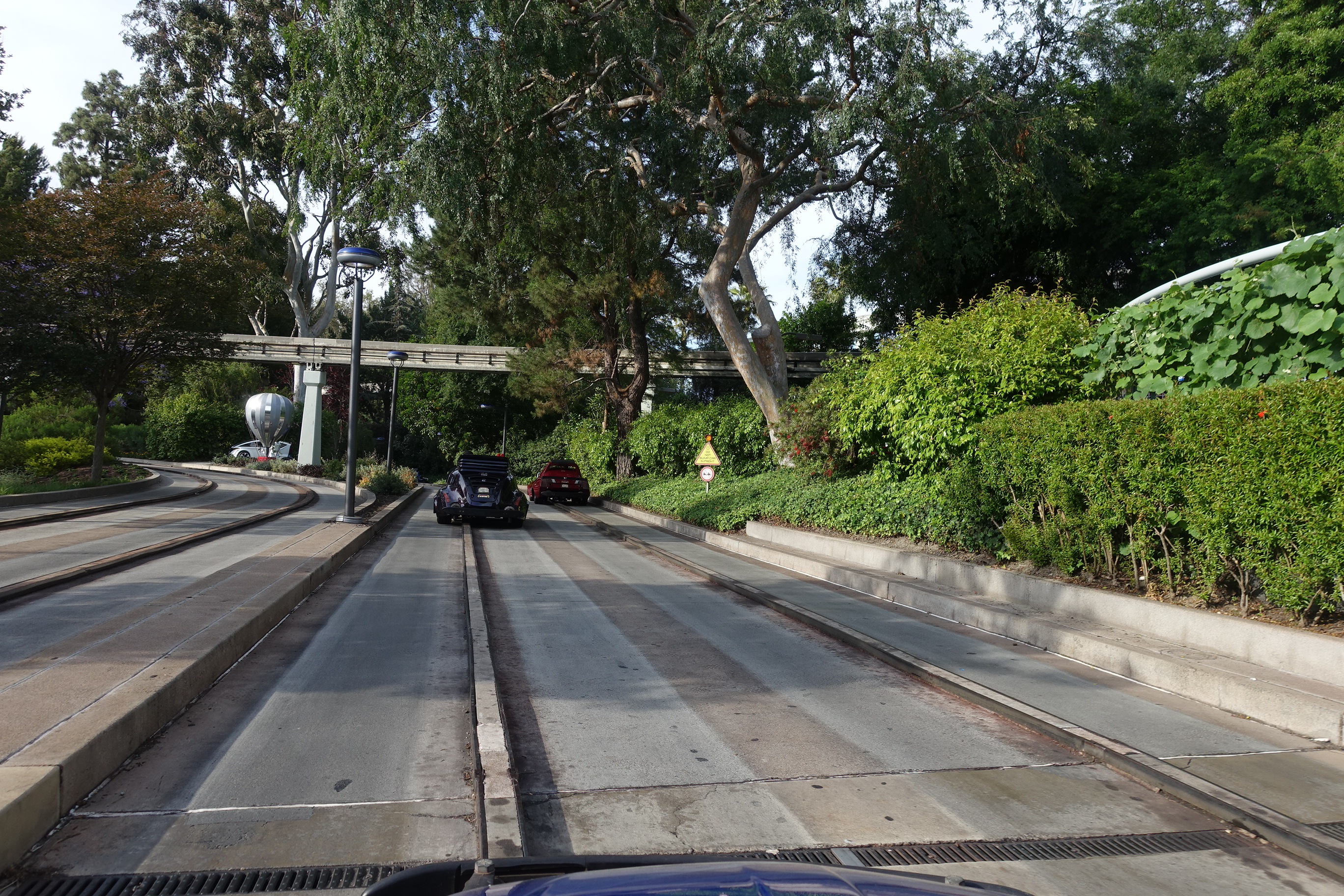
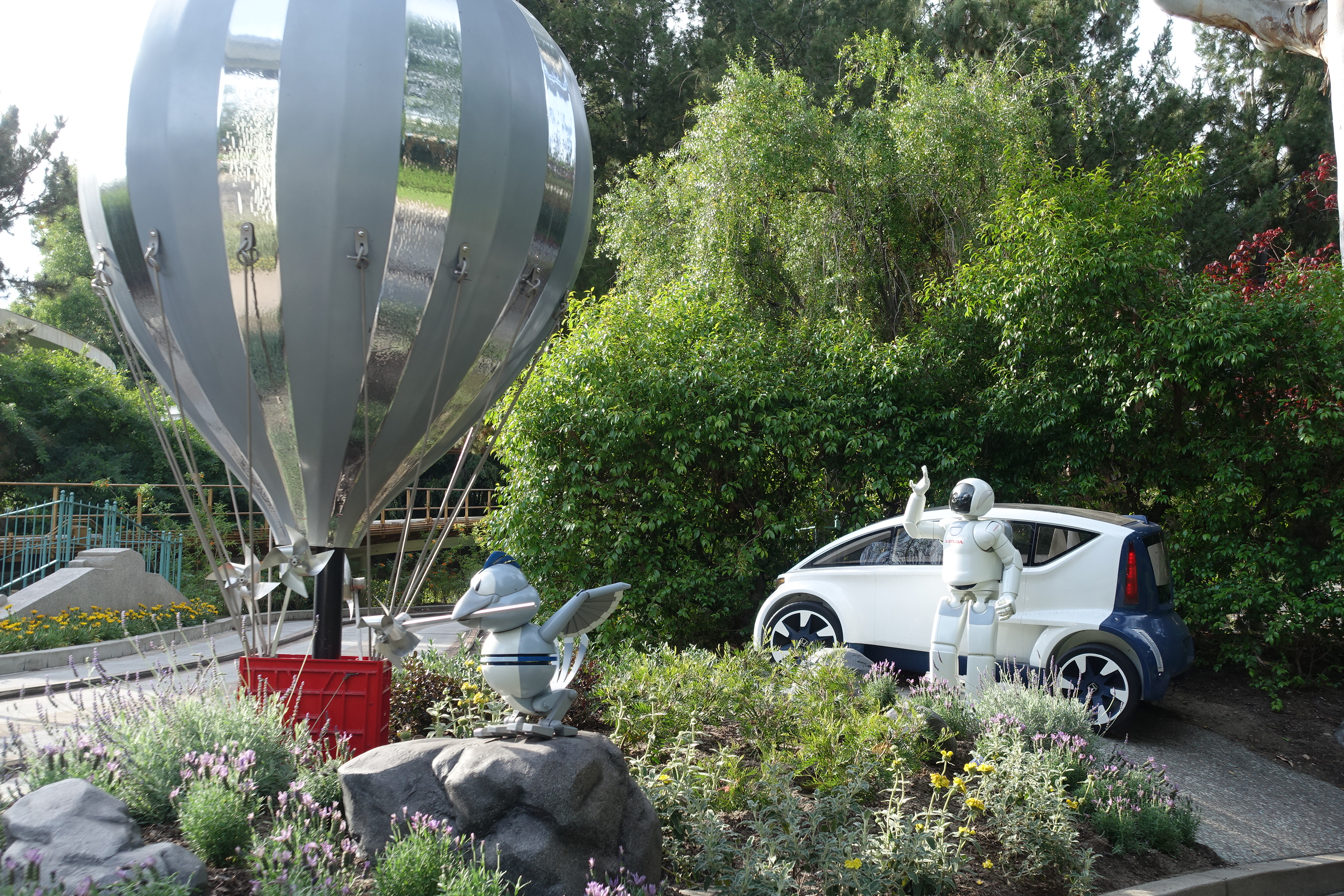
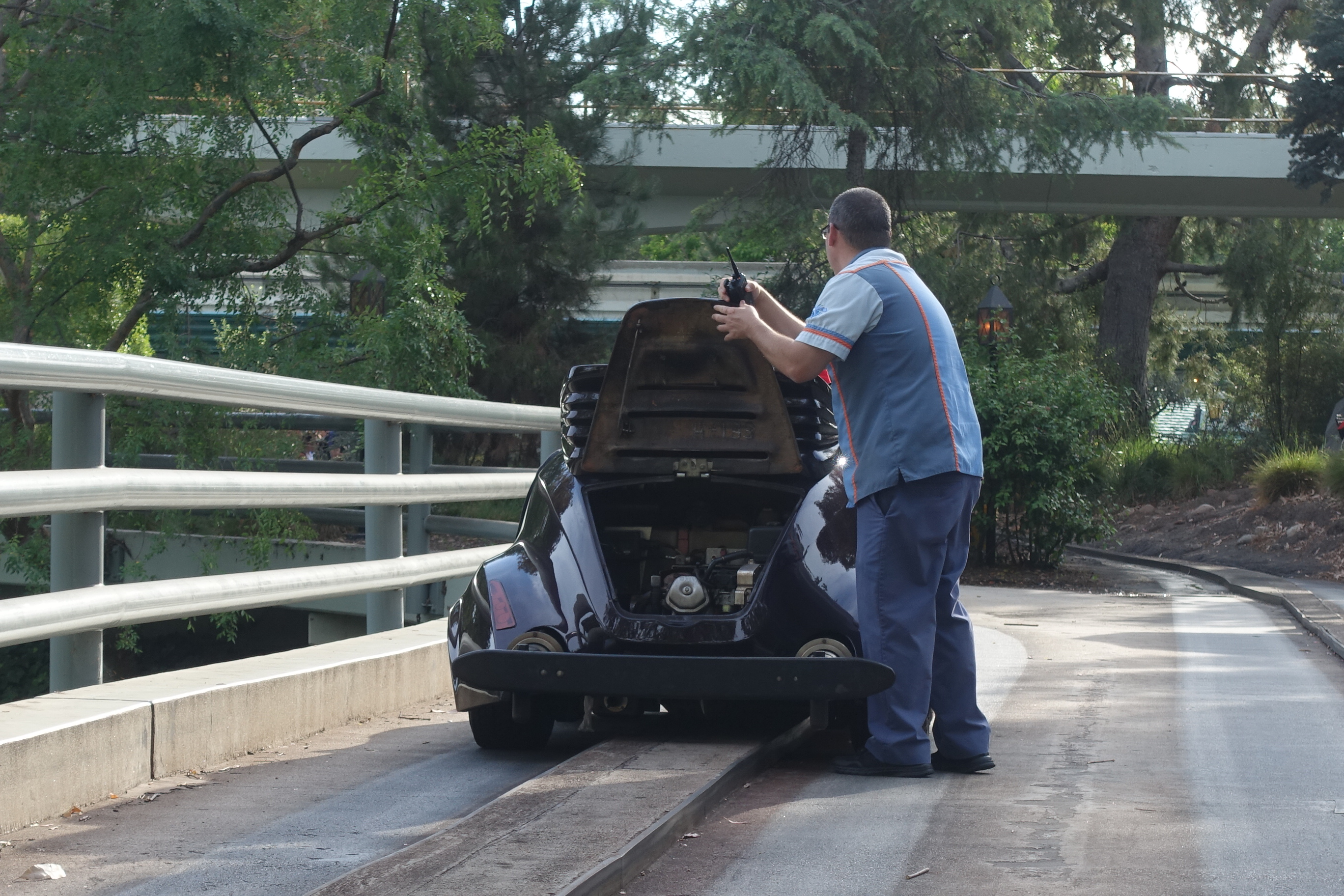

### Magic Kingdom
In 1971 opende de attractie tegelijk met de rest van het park onder de naam: Grand Prix Raceway in het themagebied Tomorrowlan. De attractie is hier uitgevoerd als een racebaan. De vier rijstroken liggen de gehele rit naast elkaar. In de jaren die daarop volgden heeft de attractie diverse naamveranderingen ondergaan: Tomorrowland Indy Speedway (1994) en Tomorrowland Speedway (2008). Ook het traject is meerdere keren verlegd en ingekort, waardoor het traject inmiddels 32% korter is dan het origineel.

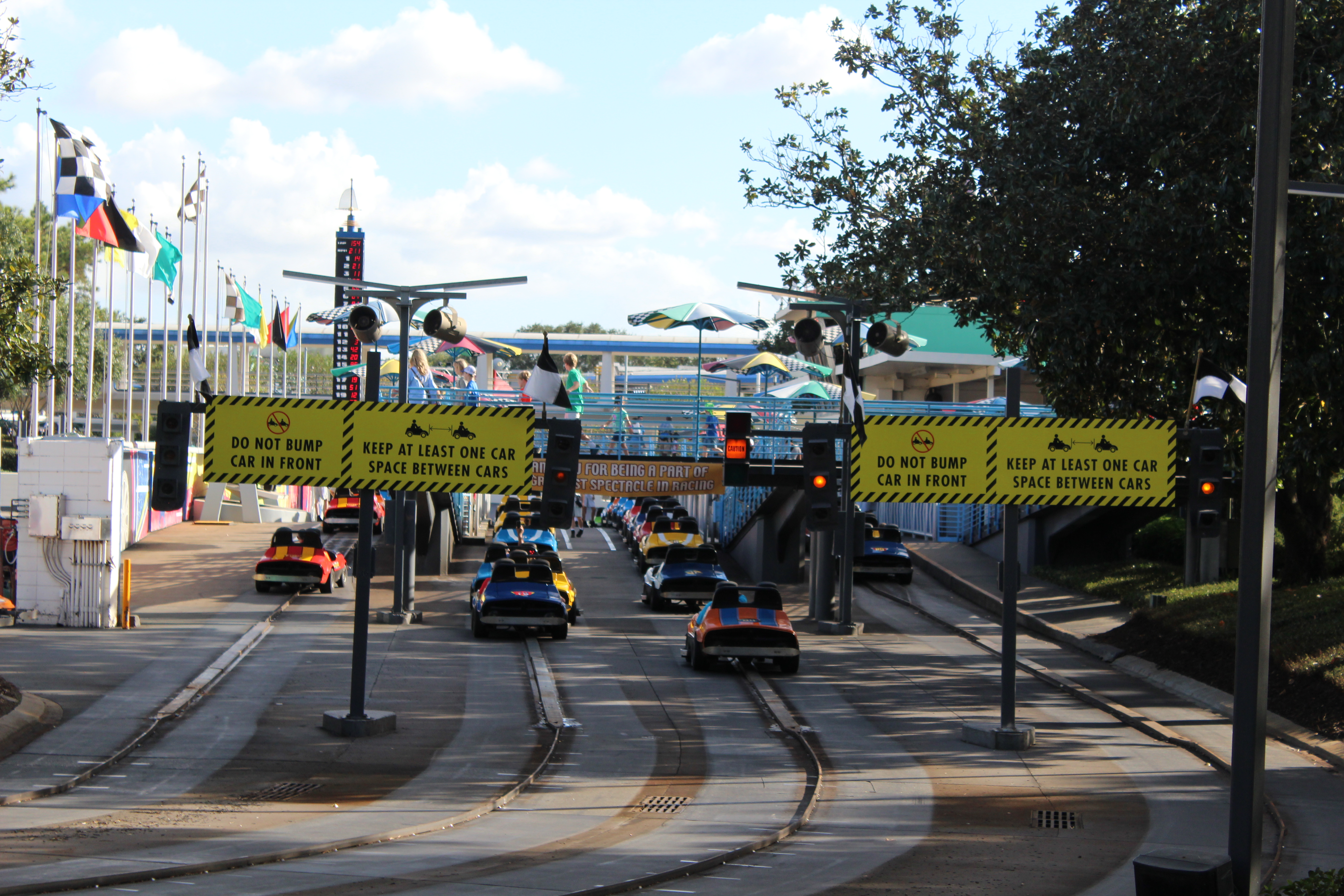
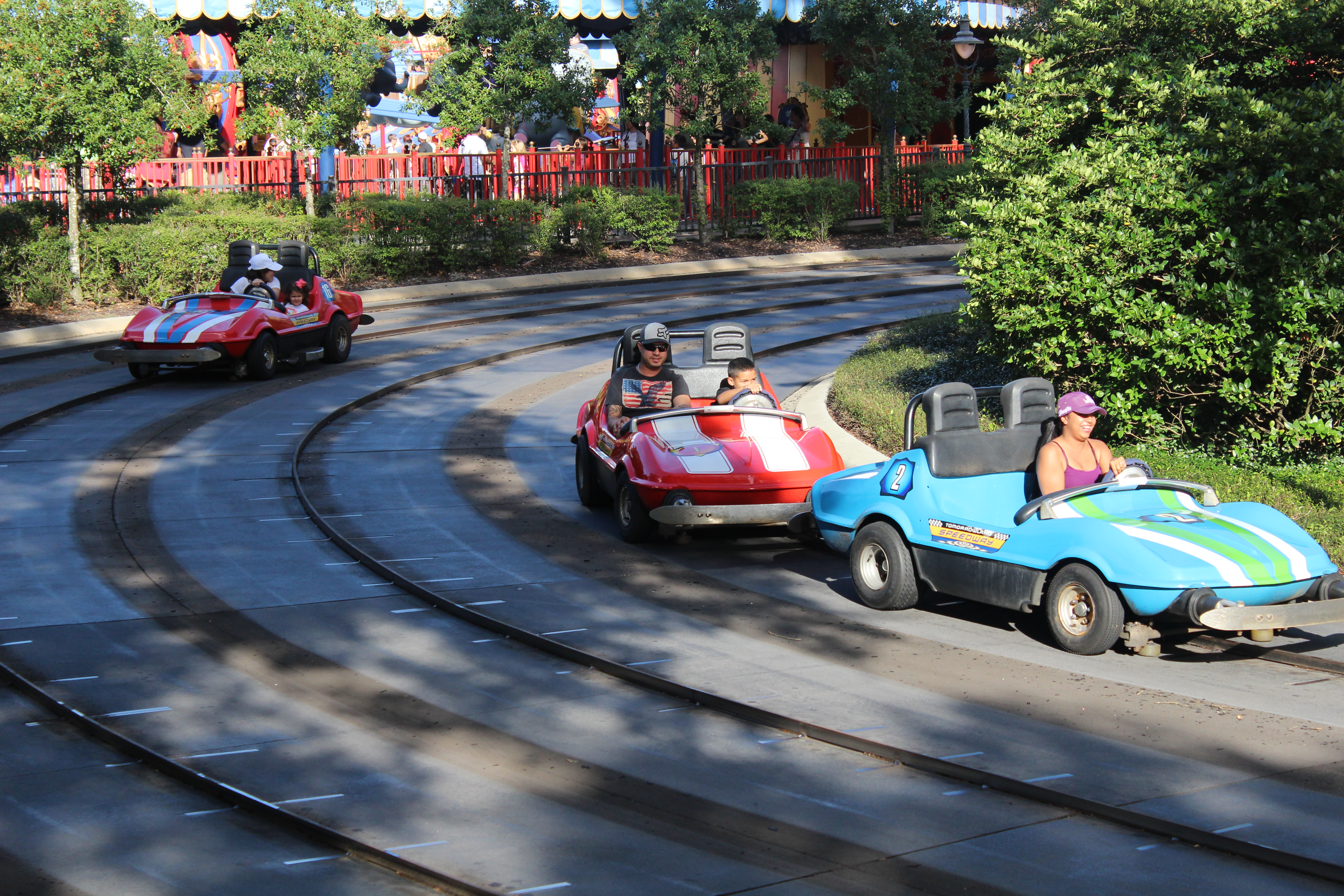
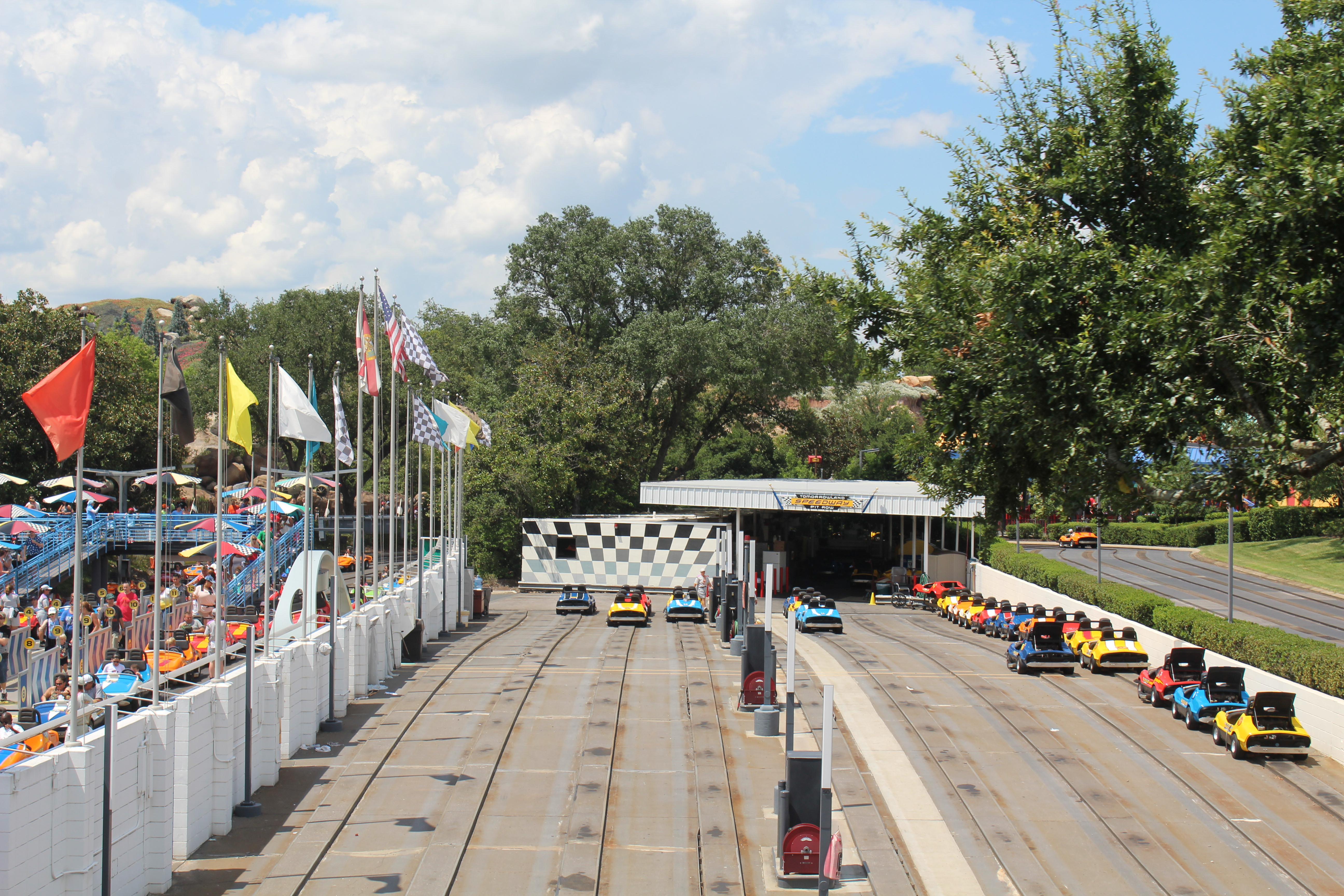
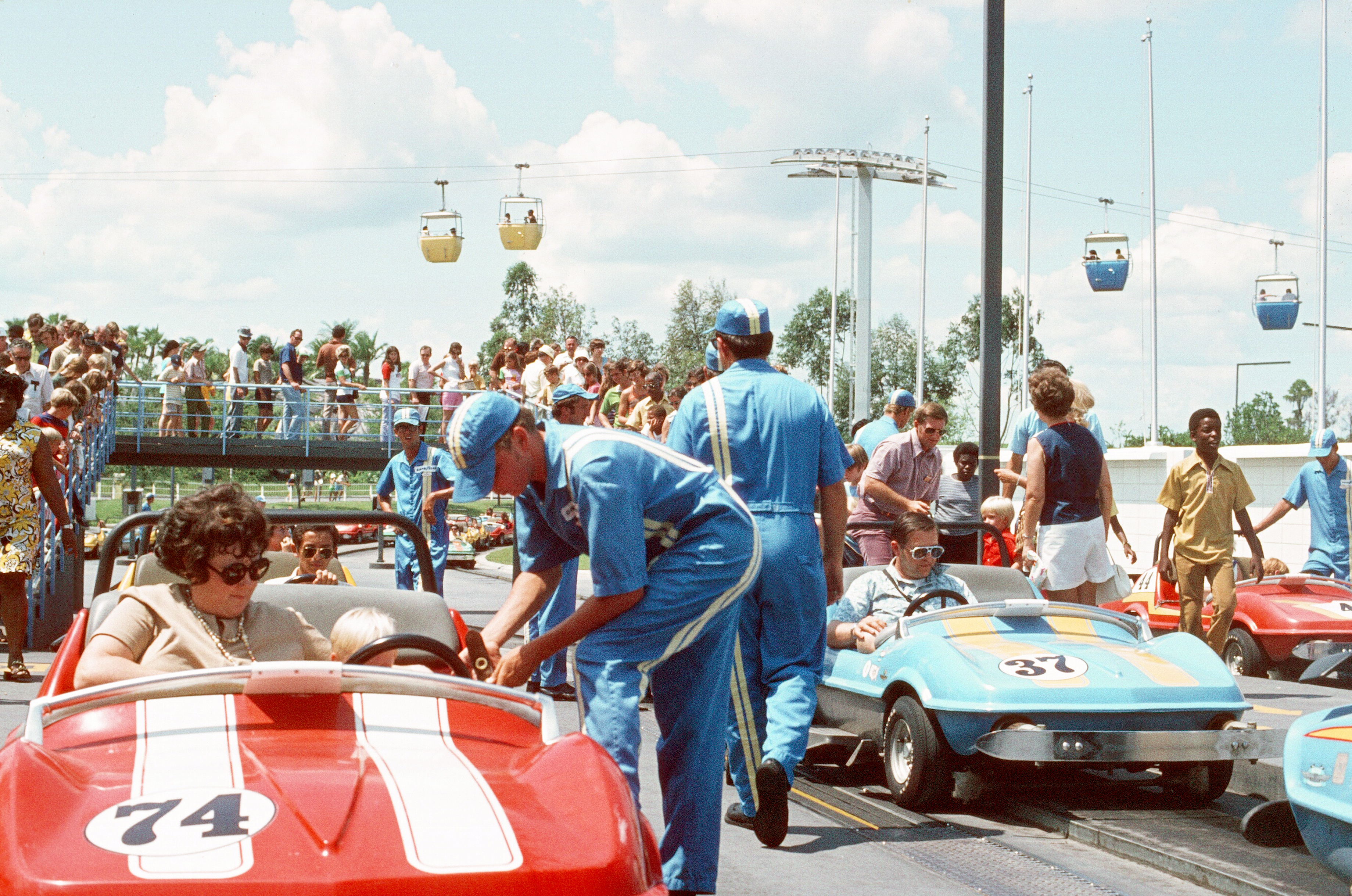
1972
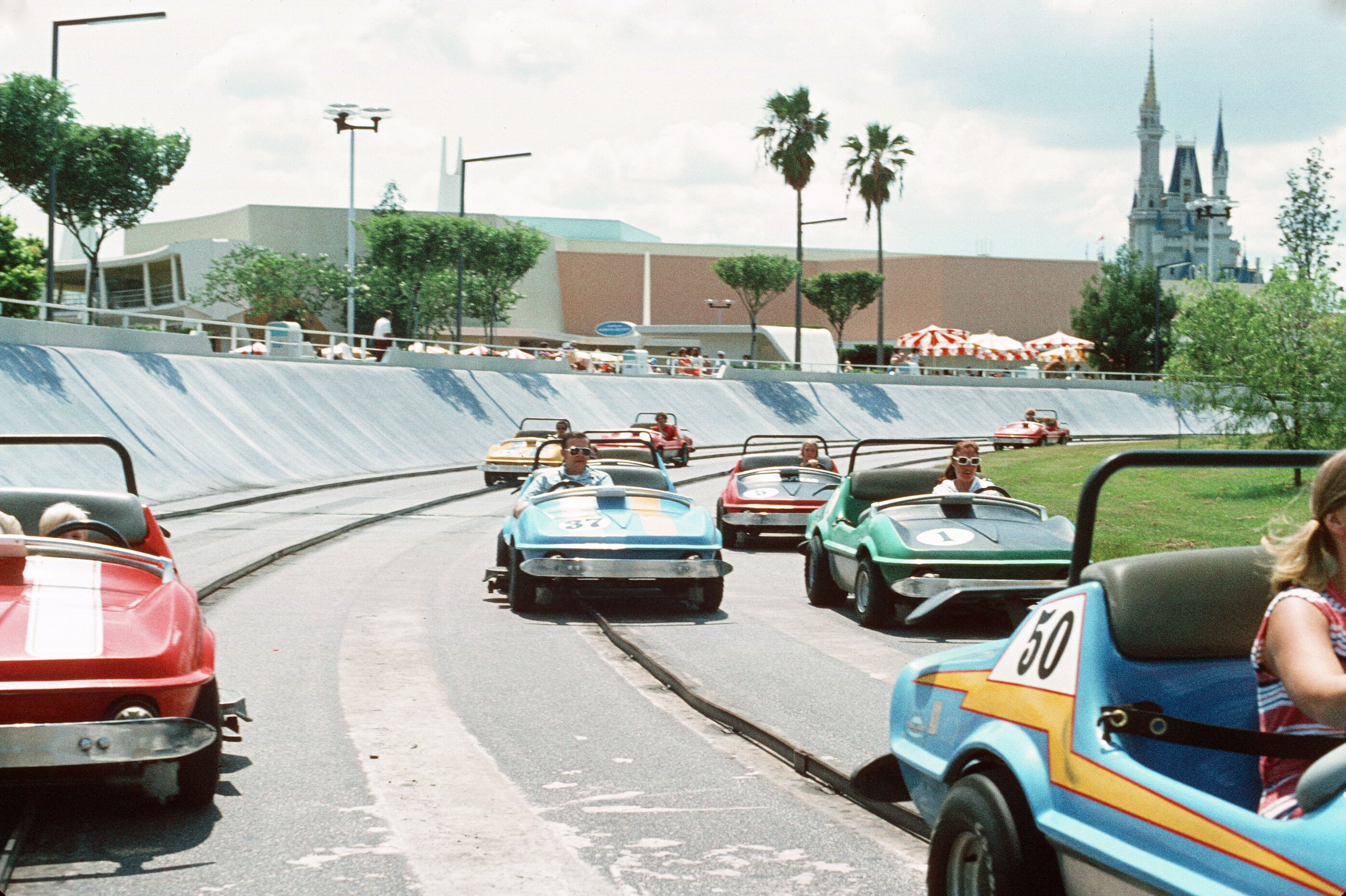
1972
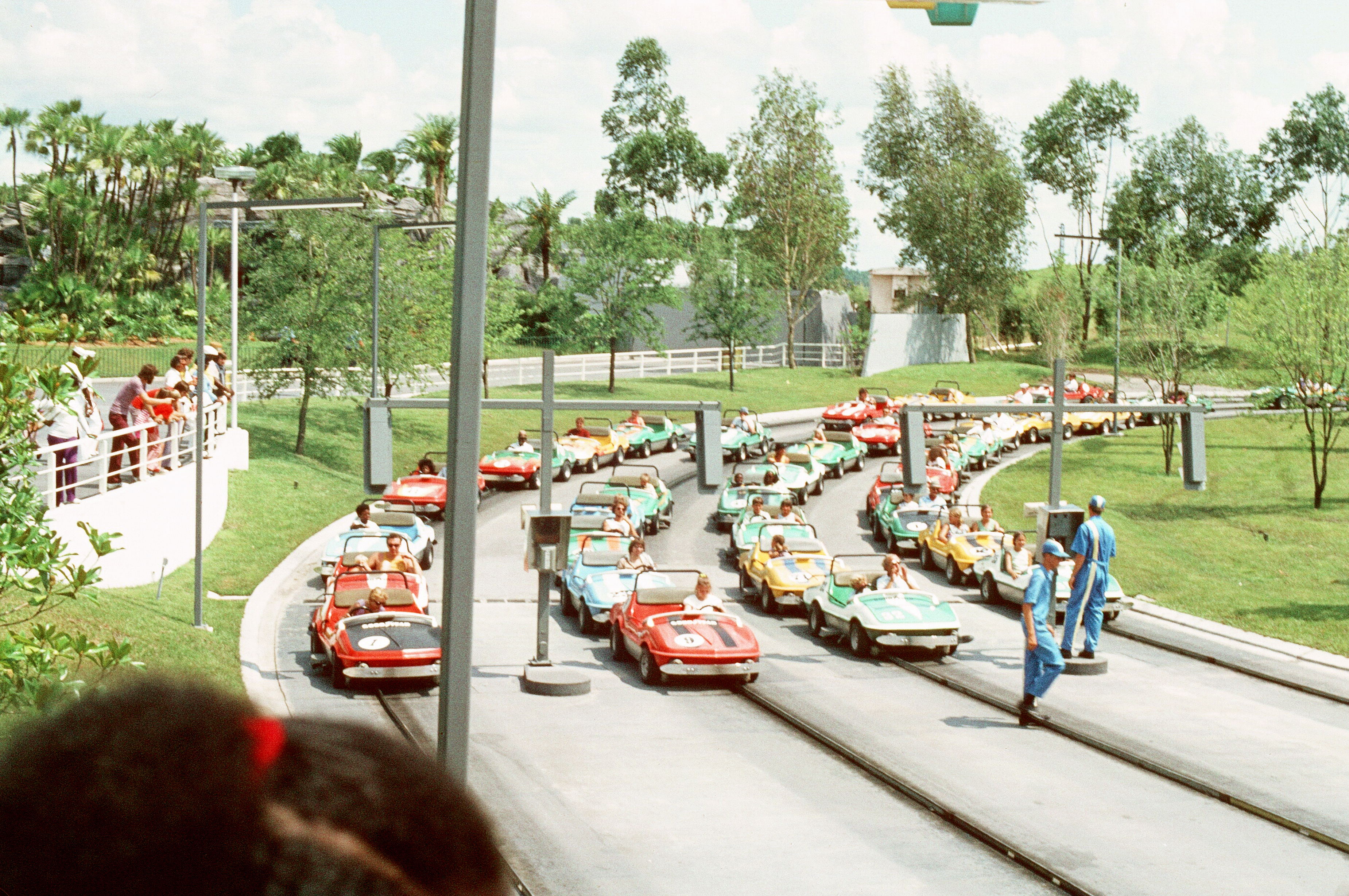
1972

### Tokyo Disneyland
Autopia in Tokyo Disneyland opende in 1983 in het themagebied Tomorrowland tegelijk met de rest van het park. De vier rijstroken volgden exact dezelfde route. De parcours was achtvormig. Op 11 januari 2017 sloot Autopia om afgebroken te worden. Op de plek van Autopia verscheen de darkride Enchanted Tale of Beauty and the Beast.

### Disneyland Park (Parijs)
Autopia opende tegelijk met de rest van het park in het themagebied Discoveryland in 1992. Alle vier de trajecten bij elkaar zijn 2,4 kilometer lang. Boven de rijstroken hangt fictieve bewegwijzering in het Frans naar onder meer een nationaal park. Vergeleken de originele attractie hebben de voertuigen rondere afwerking. Ook zijn ze gedecoreerd in een jaren 20 retro-futuristisch thema. Qua opzet is de attractie gebaseerd op de eerste versie in het Disneyland Park in Anaheim. Vier afzonderlijke parcours, waarbij de rijbanen elkaar ongelijkvloers kruisen. De attractie had tot en met 2012 ook een verhaallijn inclusief bijbehorende decoratie. De voertuigen heetten Astrocoupes, waarmee bezoekers vanuit de niet-bestaande plaats Solaria naar Discoveryland moesten rijden. Tussen 2015 en 2017 kregen alle 85 voertuigen een hybrideaandrijving, zowel benzine als elektriciteit. In november 2018 sloot de attractie voor een langdurige renovatie van bijna een jaar. Hierbij werden er onder meer aanpassingen gedaan aan de wachtrij gedaan.

### Hong Kong Disneyland
Autopia opende vergeleken met andere parken in Hong Kong Disneyland niet tegelijk met de rest van het park. Autopia opende in 2006 als onderdeel van de eerste uitbreiding van het attractiepark. De voertuigen op het traject werden elektrische aangedreven. Ook bevatte ze lichteffecten en geluidsspeakers aan boord. Op 11 juni 2016 sloot de attractie om vervolgens afgebroken te worden. Autopia moest ruimte maken voor uitbreidingen omtrent het Marvelthema.

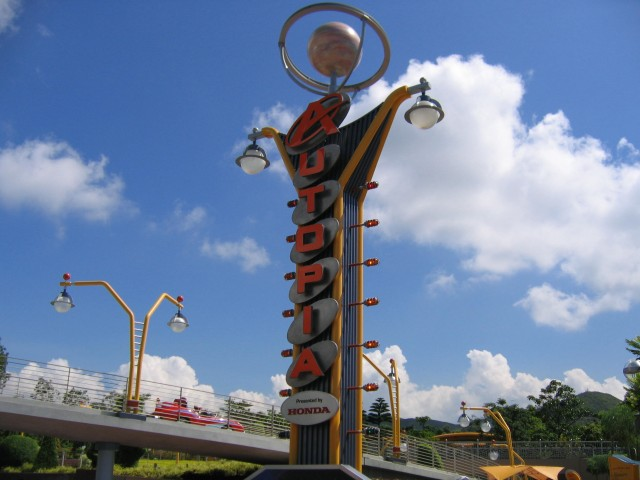
Entree; 2006
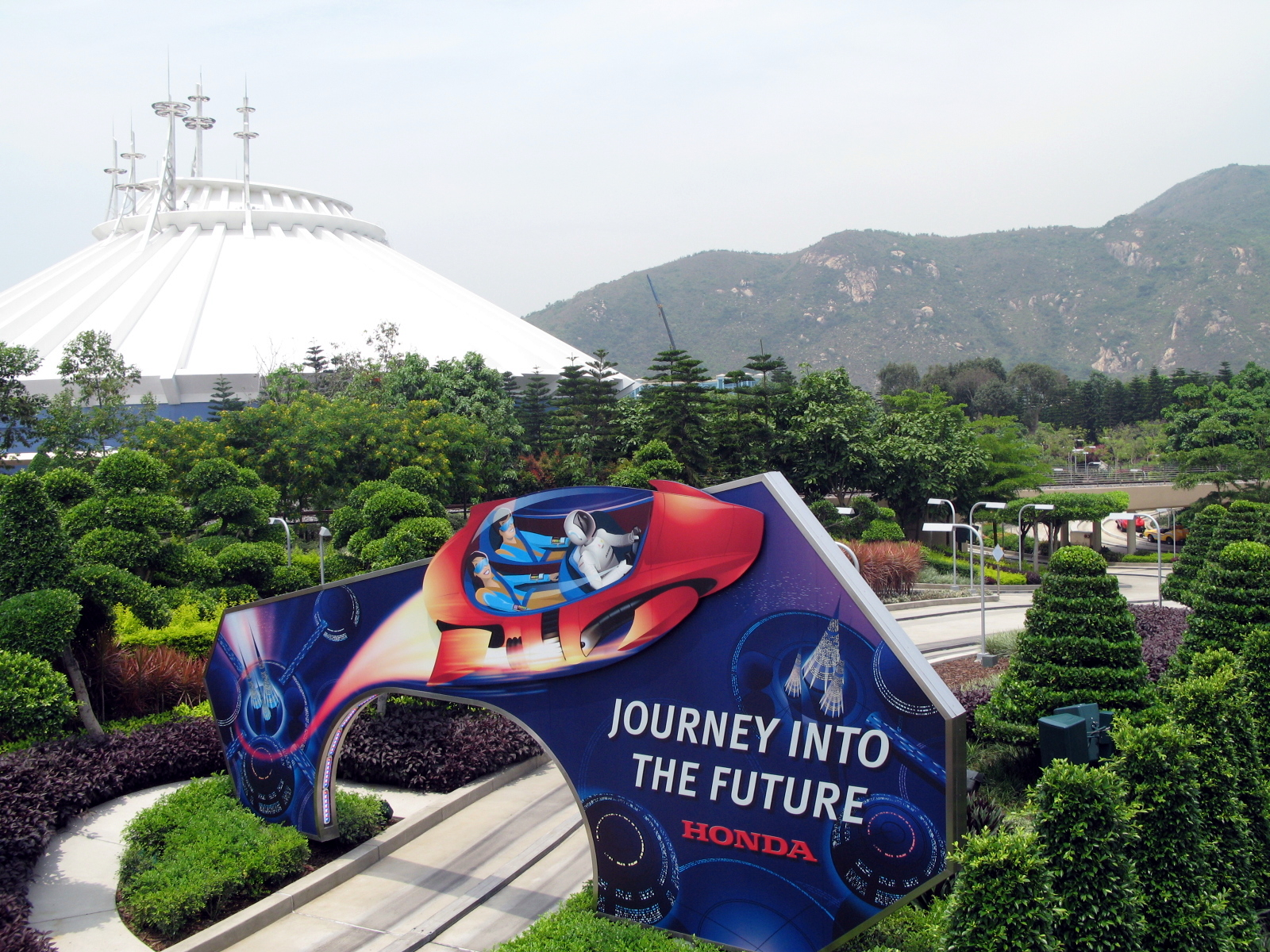
Deel van het traject; 2007

Walt Disney World Resort · Cinderella Castle · Lijst van attracties in Magic Kingdom · Afbeeldingen
Disneyland Paris · Lijst van attracties in Disneyland Park · Le Château de la Belle au Bois Dormant · afbeeldingen
Disneyland Resort · Lijst van attracties in Disneyland Park · Sleeping Beauty Castle · afbeeldingen
Tokyo Disney Resort · Lijst van attracties in Tokyo Disneyland · Cinderella Castle · afbeeldingen
Hong Kong Disneyland Resort · Lijst van attracties in Hong Kong Disneyland · Sleeping Beauty Castle · afbeeldingen